# Machacit ha-šekel
Šmu'el ben Natan ha-Levi Löw Kolín (hebr. שמואל בן נתן נטע הלוי קעלין‎, často se objevují také varianty jako Samuel, Lōw, Loew či Kelin, kolem roku 1720, Kolín – 20. března 1806, Boskovice), ve světě židovských učenců znám též pod pseudonymem Machacit ha-šekel (hebr. מחצית השקל‎) podle svého nejznámějšího díla, byl rabín, komentátor Talmudu a zejména Halachy, tj. židovského náboženského práva.

## Život
Narodil se v českém Kolíně asi roku 1720 jako syn zdejšího rabína Natana Naty ha-Leviho. Téměř 60 let vedl světoznámou boskovickou ješívu. V Boskovicích 20. května 1806 zemřel a je pochován na zdejším židovském hřbitově. Používal také titul „av bejt din z Boskovic“
Samuel měl 3 syny a 3 dcery: Benjamin Ze'ev ha-Levi (Wolf) Boskowitz (1746–1818), Jákob (asi 1750–1833), Jehuda (asi 1751–1800), Sáru (Hinda), která si vzala Markuse (Mordechaj Löb) Wassertrillinga z Boskovic, Ester, která se vdala za Bernarda Biacha. 
Jeho práce byly publikovány pod názvem Machacit ha-šekel takto:
- Rozsáhlý subkomentář díla Abrahama Abela Gombinera Magen Avraham, komentáře k Šulchan aruchu, Orach chajim (Vídeň, 1807-1808; 2. vyd. 1817; několikrát znovu vydáno),
- Subkomentář na Šachův komentář k Šulchan aruchu, Jore de'a, části Hilchot nida (Lvov 1858) a Hilchot melicha (1860).

Tyto komentáře se objevují v současné době ve většině edic Šulchan aruchu.
Jeho syn Wolf Boskowitz vydal kázání na jeho pohřbu (Ma'amar Esther, Ofen, 1837). Jeho potomek v 5. generace, Dr. Max Anton Löw, který konvertoval ke katolictví, byl advokátem antisemity Francise Deckerta.
Jeho žákem byl mj. Chatam Sofer.

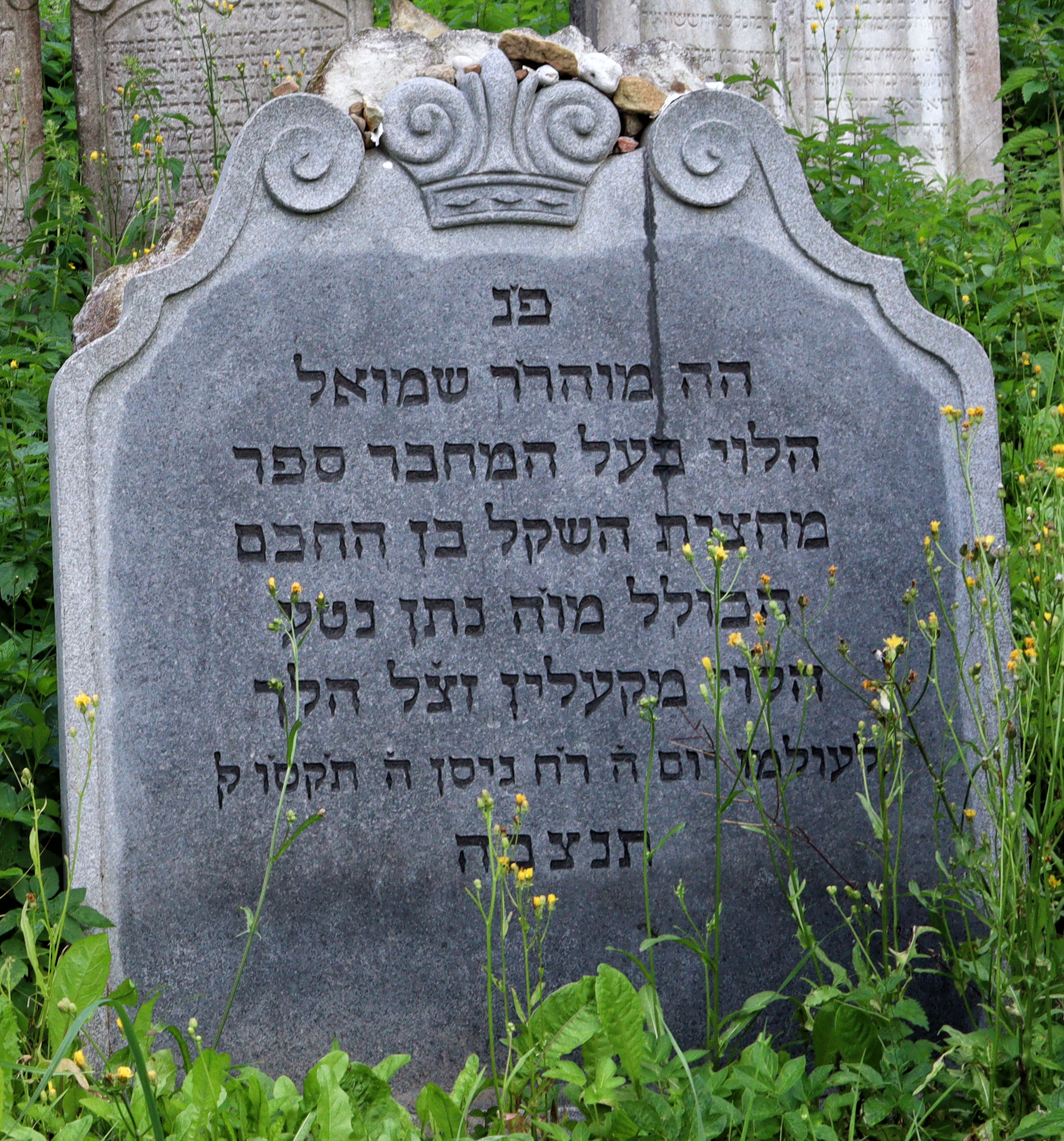
Nová maceva

Původní zerodovaná maceva Samuela ha-Levi Kolina byla v roce 2000 na židovském hřbitově v Boskovicích osazena novou deskou. V roce 2018 byla tato historická maceva bez předchozího ohlášení odstraněna a nahrazena novou.